# Cerro Arunta
El cerro Arunta es una montaña ubicada en el departamento de Tacna, en la parte sur del Perú, 1000 km al sureste de Lima la capital del país. A 701 metros sobre el nivel del mar.
La tierra alrededor de cerro Arunta es mayormente montañosa, pero al suroeste es plana. El punto más alto en el área tiene una elevación de 838 metros y está a 1 km al noreste del cerro. El área alrededor de cerro Arunta está casi completamente desierta y escasamente poblada. El pueblo más grande más cercano es Tacna, a 3,5 km al noroeste de cerro Arunta.
El clima es frío. La temperatura promedio es de 24 °C. El mes más cálido es enero, a 28 °C, y el más frío julio, a 18 °C. La precipitación media es de 36 milímetros por año. El mes más lluvioso es febrero, con 14 milímetros de lluvia, y el menos lluvioso abril, con 1 milímetro.
| Climograma de Cerro Arunta | Climograma de Cerro Arunta | Climograma de Cerro Arunta | Climograma de Cerro Arunta | Climograma de Cerro Arunta | Climograma de Cerro Arunta | Climograma de Cerro Arunta | Climograma de Cerro Arunta | Climograma de Cerro Arunta | Climograma de Cerro Arunta | Climograma de Cerro Arunta | Climograma de Cerro Arunta |
| --- | -------------------------- | -------------------------- | -------------------------- | -------------------------- | -------------------------- | -------------------------- | -------------------------- | -------------------------- | -------------------------- | -------------------------- | -------------------------- |
| E | F                          | M                          | A                          | M                          | J                          | J                          | A                          | S                          | O                          | N                          | D                          |
| 7 43 12 | 14 41 13                   | 2 39 14                    | 1 38 10                    | 1 33 9                     | 1 30 8                     | 1 29 8                     | 1 30 9                     | 3 36 9                     | 1 40 9                     | 1 42 10                    | 2 42 10                    |
| temperaturas en °C • totales de precipitación en mm fuente: |                            |                            |                            |                            |                            |                            |                            |                            |                            |                            |                            |
| Conversión sistema imperial\| E \| F \| M \| A \| M \| J \| J \| A \| S \| O \| N \| D \| \| 0.3 109 54 \| 0.6 106 55 \| 0.1 102 57 \| 0 100 50 \| 0 91 48 \| 0 86 46 \| 0 84 46 \| 0 86 48 \| 0.1 97 48 \| 0 104 48 \| 0 108 50 \| 0.1 108 50 \| \| temperaturas en °F • totales de precipitación en pulgadas \| \| \| \| \| \| \| \| \| \| \| \| |                            |                            |                            |                            |                            |                            |                            |                            |                            |                            |                            |
| E | F                          | M                          | A                          | M                          | J                          | J                          | A                          | S                          | O                          | N                          | D                          |
| 0.3 109 54 | 0.6 106 55                 | 0.1 102 57                 | 0 100 50                   | 0 91 48                    | 0 86 46                    | 0 84 46                    | 0 86 48                    | 0.1 97 48                  | 0 104 48                   | 0 108 50                   | 0.1 108 50                 |
| temperaturas en °F • totales de precipitación en pulgadas |                            |                            |                            |                            |                            |                            |                            |                            |                            |                            |                            |

| E                                                         | F          | M          | A        | M       | J       | J       | A       | S         | O        | N        | D          |
| 0.3 109 54                                                | 0.6 106 55 | 0.1 102 57 | 0 100 50 | 0 91 48 | 0 86 46 | 0 84 46 | 0 86 48 | 0.1 97 48 | 0 104 48 | 0 108 50 | 0.1 108 50 |
| temperaturas en °F • totales de precipitación en pulgadas |            |            |          |         |         |         |         |           |          |          |            |